# Susanne Litscher
Susanne Litscher (8 de mayo de 1962) es una deportista austríaca que compitió en judo. Ganó una medalla de bronce en el Campeonato Europeo de Judo de 1979 en la categoría de –72 kg.

## Palmarés internacional
| Campeonato Europeo | Campeonato Europeo      | Campeonato Europeo | Campeonato Europeo |
| Año                | Lugar                   | Medalla            | Categoría          |
| ------------------ | ----------------------- | ------------------ | ------------------ |
| 1979               | Kerkrade (Países Bajos) | Medalla de bronce  | –72 kg             |